# Stenose
Een stenose is de medische term voor vernauwing. Een stenose kan duiden op zeer verschillende aandoeningen zoals
- wervelkanaalstenose (vernauwing van het wervelkanaal)
- carotisstenose (vernauwing van de halsslagader)
- nierarteriestenose (vernauwing van de nierslagader)
- aortastenose (vernauwing van de  uitstroomopening van de linker ventrikel, meestal veroorzaakt door de aortaklep)
- mitralisstenose (vernauwing van de mitralisklep)
- pulmonalisstenose (vernauwing van de pulmonalisklep)
- tracheale stenose (vernauwing van de luchtpijp)
- pylorusstenose (vernauwing van de maagportier)
- dacryostenose (vernauwing van de traanbuis)
- ureterstenose (vernauwing van de urineleider)